# Jan Thomas Jenssen
Jan Thomas Jenssen (Trondheim, 1 april 1996) is een Noorse langlaufer.

## Carrière
Jenssen maakte zijn wereldbekerdebuut in december 2017 in Lillehammer. In december 2019 scoorde hij, dankzij een achtste plaats in Lenzerheide, zijn eerste wereldbekerpunten. Op 26 november 2023 boekte de Noor in Ruka zijn eerste wereldbekerzege.

## Resultaten

### Wereldbeker
| Legenda | Legenda            |
| ------- | ------------------ |
| TdS     | Tour de Ski        |
| NO      | Nordic Opening     |
| LT      | Lillehammer Triple |
| RT      | Ruka Triple        |
| WBF     | Wereldbekerfinale  |
| STC     | Ski Tour Canada    |
| ST      | Ski Tour           |

Eindklasseringen
| Seizoen   | Algm | DI  | SP  | TdS |
| --------- | ---- | --- | --- | --- |
| 2019/2020 | 37e  | 31e | 41e | 18e |

Wereldbekerzeges individueel
| Nr. | Datum            | Plaats | Onderdeel                      |
| --- | ---------------- | ------ | ------------------------------ |
| 1.  | 26 november 2023 | Ruka   | 20 km vrije stijl (massastart) |

Wereldbekerzeges team
| Nr. | Datum           | Plaats    | Onderdeel            | Teamgenoten                |
| --- | --------------- | --------- | -------------------- | -------------------------- |
| 1.  | 3 december 2023 | Gällivare | 4 × 7,5 km estafette | Golberg / Nyenget / Krüger |